# Kjøpsvik
Kjøpsvik (lulesamisch Gásluokta) ist eine Ortschaft in der norwegischen Kommune Narvik in der Provinz (Fylke) Nordland. Der Ort hat 787 Einwohner (Stand: 1. Januar 2024).

## Geografie
Kjøpsvik ist ein sogenannter Tettsted, also eine Ansiedlung, die für statistische Zwecke als eine Ortschaft gewertet wird. Der Ort liegt an der Südostspitze einer Halbinsel des norwegischen Festlandes. Das Gebiet ist von Fjorden stark zerklüftet. Der Südwesten der Halbinsel ist durch die Meerenge Kjøpsviksundet von der Insel Hulløya getrennt. Der Südosten durch den Fjord Inner-Tysfjorden von der gegenüberliegenden Halbinsel. Sowohl die Meerenge Kjøpsviksundet als auch der Fjord Inner-Tysfjorden gehören zum Fjord Tysfjord (lulesamisch Divtasvuodna). An der Südspitze der Halbinsel befindet sich die Bucht Kjøpsvika, wo der Hafen von Kjøpsvik liegt. Nördlich von Kjøpsvik erhebt sich der Berg Lifjellet (lulesamisch Gásluovtvárre) mit einer Höhe von 849 moh.

## Geschichte
Bis Ende 2019 gehörte Kjøpsvik zur damaligen Kommune Tysfjord. Diese wurde im Rahmen der landesweiten Kommunalreform teils in Narvik und teils in Hamarøy eingemeindet. Kjøpsvik war das Verwaltungszentrum von Tysfjord. Die Kjøpsvik kirke ist eine im Jahr 1975 fertiggestellte Kirche in Kjøpsvik.

## Wirtschaft und Verkehr
Nach Kjøpsvik führt der Fylkesvei 827. Bei Kjøpsvik führt die Straße durch den Kjøpsviktunnel. Der Fylkesvei stellt die Verbindung zur weiter nördlich in der Kommune Narvik verlaufenden Europastraße 6 (E6) her. Die Verbindung zur E6 wurde im Jahr 1992 fertiggestellt. Im Hafen von Kjøpsvik legen Fähren in den Südwesten sowie in den Südosten ab. Die südwestliche Route stellt eine Verbindung zur E6 in ihrem weiter südlichen Verlauf her.
In Kjøpsvik liegt eine Niederlassung des Zement- und Betonproduzenten Norcem. Die Herstellung basiert auf den in der Umgebung vorhandenen Kalkvorkommen. Des Weiteren sind Unternehmen angesiedelt, die den Beton weiterverarbeiten.

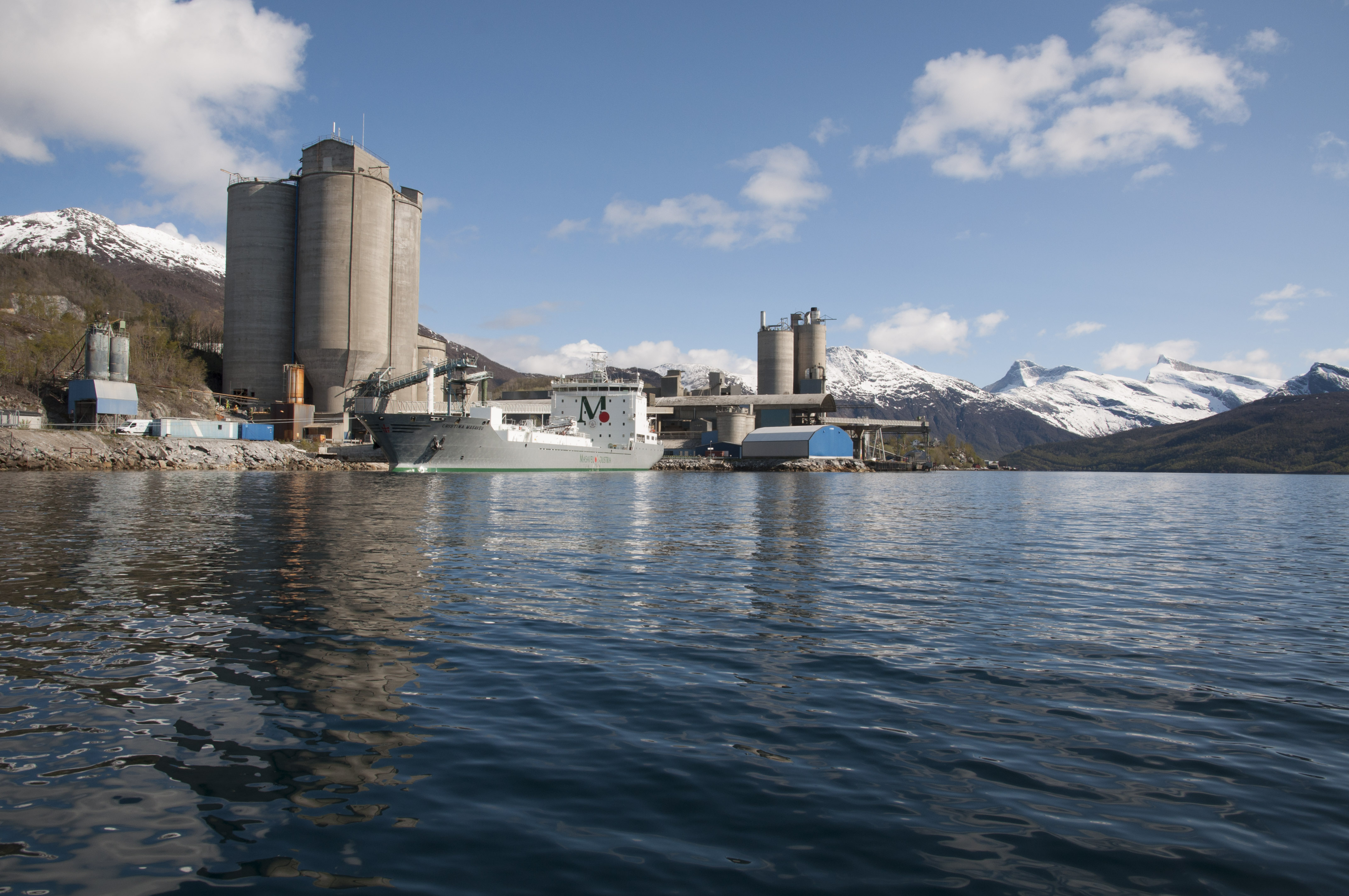
Zementfabrik von Norcem
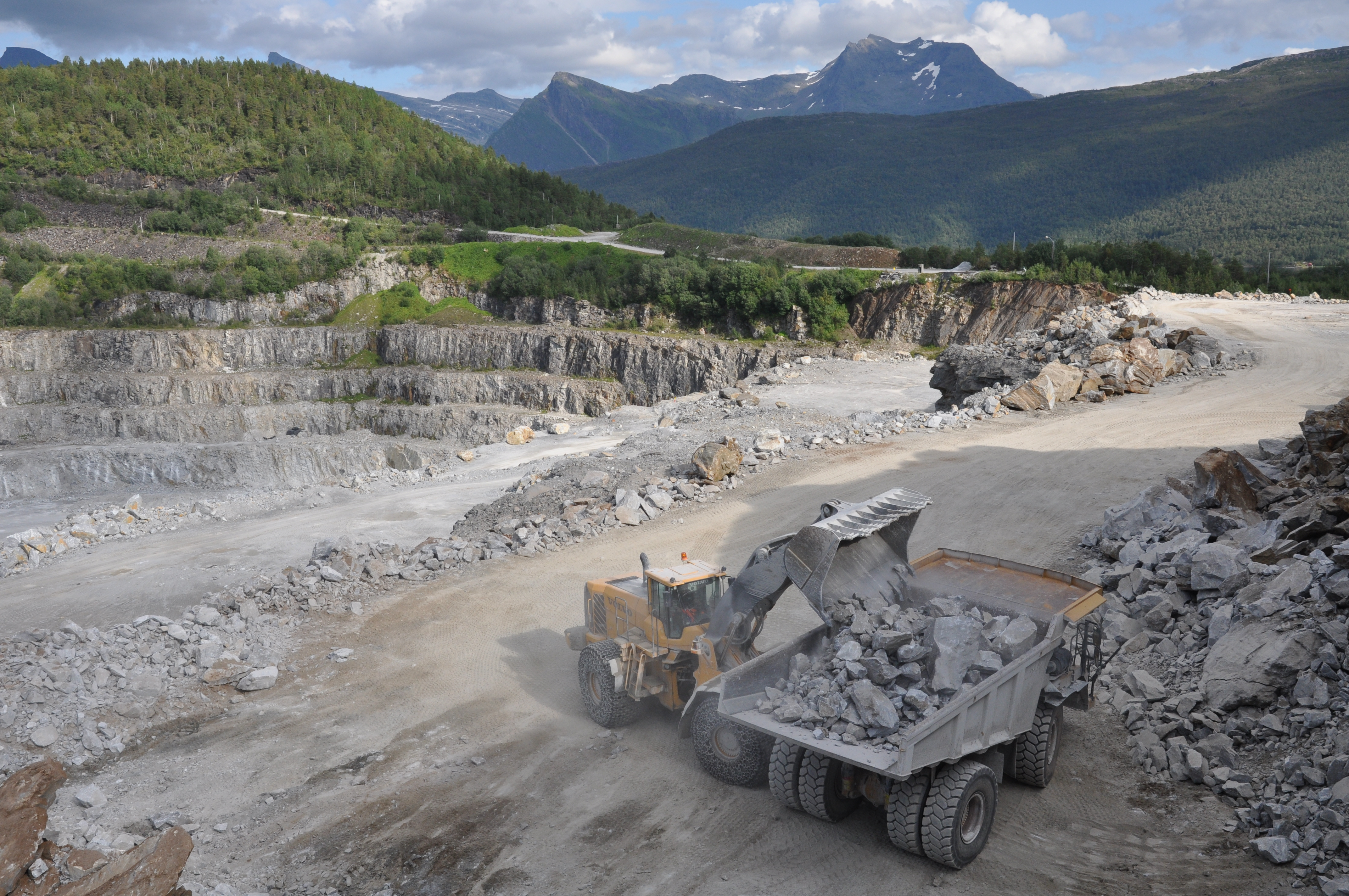
Kalksteinbruch bei Kjøpsvik

## Name
Der lulesamische Name Gásluokta setzt sich vermutlich aus den Bestandteilen gássa (deutsch Gans) und luokta (deutsch Bucht) zusammen.